# 梶原大介
梶原 大介（かじはら だいすけ、1973年10月29日 - ）は、日本の政治家。自由民主党所属の参議院議員（1期）。
元高知県議会議員（4期）。

## 来歴
高知県香南市出身。高知工業高等専門学校土木工学科卒業。民間企業勤務、参議院議員公設秘書を経て、2007年4月の高知県議会議員選挙（香南市選挙区）に当選し、以降連続4期務める。県議1期目は保守系会派「県政会」に所属したが、2011年の再選後、自民党県議団入りした。
2021年11月に中西哲参議院議員が政界引退を表明したことを受け、梶原は2018年より務めていた自民党県連幹事長の職を辞任。12月7日、翌年の第26回参議院議員通常選挙に立候補する意向を示した。12月11日に県連も梶原の擁立を決定。時間的制約などを理由に公募は行われなかった。参院選に向けては徳島県を地盤に持つ中西祐介も改選を迎えることから、自民党本部の調整の結果、2022年1月31日に中西祐介を徳島県・高知県選挙区に、梶原を参議院比例区特定枠に擁立することが決まった。2月22日付で県議を辞職。7月10日の投開票の結果、初当選を果たした。
2022年12月15日、志帥会に入会した。

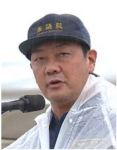
2022年11月13日、⼤規模津波防災総合訓練にて

2024年9月27日に行われた自民党総裁選挙において、1回目の投票では小泉進次郎に投じ、得票数1位の高市早苗と2位の石破茂が進んだ決選投票では石破に投じた。